# 갈피 덜머

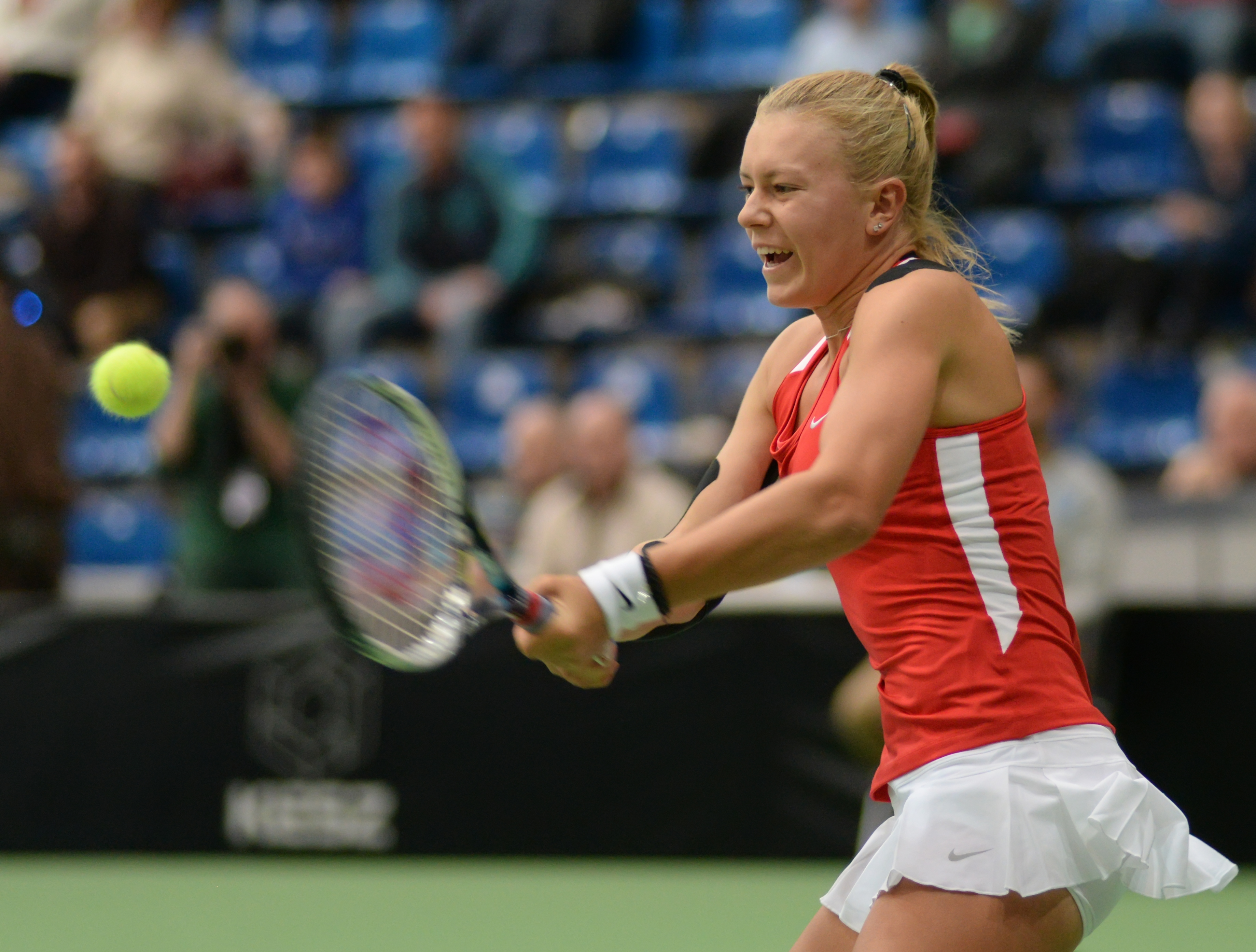
2015년 페드 컵에서의 갈피 선수

갈피 덜머 레베커(헝가리어: Gálfi Dalma Rebeka, 1998년 8월 13일 ~ )는 헝가리의 프로 테니스 선수이다. 베스프렘 출신. US 오픈 여자 싱글 주니어 2015년 우승자이다.